# کاترین کلی
کاترین کلی (انگلیسی: Katherine Kelly؛ زادهٔ ۱۹ نوامبر ۱۹۷۹) بازیگر اهل بریتانیا است. وی از سال ۲۰۰۱ میلادی تاکنون مشغول فعالیت بوده‌است.
از فیلم‌ها یا برنامه‌های تلویزیونی که وی در آن نقش داشته است، می‌توان به آقای سلفریج، آخرین قطار برای کریسمس و مدیر شب اشاره کرد.